# Stanisław Grzybek
Stanisław Wilhelm Grzybek (ur. 14 kwietnia 1915 w Lipnicy Murowanej, zm. 23 października 1998 w Krakowie) – polski ksiądz katolicki, biblista, tłumacz Pisma Świętego z języków oryginalnych.

## Życiorys
W dzieciństwie mieszkał w Brzesku, tam zdał egzamin maturalny w 1933. Następnie wstąpił do częstochowskiego seminarium duchownego z siedzibą w Krakowie (do seminarium archidiecezji krakowskiej nie został przyjęty). Równocześnie studiował na Wydziale Teologicznym Uniwersytetu Jagiellońskiego. W 1938 obronił tam pracę magisterską, a 26 czerwca 1938 przyjął święcenia kapłańskie. W latach 1938–1940 pracował jako wikariusz w parafii św. Józefa w Dąbrowie Górniczej, następnie w Koziegłowach (1940-1941), Krzepicach (1941-1945) i jako administrator parafii św. Mikołaja w Wieruszowie (styczeń-wrzesień 1945).
W latach 1945–1950 pełnił funkcję prokuratora częstochowskiego seminarium duchownego z siedzibą w Krakowie, równocześnie od 1945 do 1949 był asystentem na Wydziale Teologicznym Uniwersytetu Jagiellońskiego. W 1949 obronił pracę doktorską Księga Estery. Krytyczny wstęp, przekład, komentarz, ekskursy napisaną pod kierunkiem Aleksego Klawka i pracował na UJ jako adiunkt. W 1953 obronił pracę habilitacyjną Rekonstrukcja hebrajskiego tekstu pieśni Debory z Sdz 4-5 i został mianowany docentem. Po likwidacji Wydziału Teologicznego został docentem w nowo utworzonej Akademii Teologii Katolickiej i prowadził tam w latach 1954-1957 wykłady z teologii biblijnej. Odszedł z ATK w 1957 razem z innymi księżmi z metropolii krakowskiej i do 1963 był wykładowcą krakowskich seminariów duchownych - diecezjalnego i zakonnych. W 1963 powrócił na ATK i objął tam Katedrę Teologii Biblijnej, w 1971 został mianowany profesorem nadzwyczajnym, w 1980 profesorem zwyczajnym. Od 1974 pracę na ATK łączył z pracą na Papieskim Wydziale Teologicznym w Krakowie, gdzie był m.in. docentem i dziekanem. W 1980 przeszedł na emeryturę na ATK, ale od 1981 prowadził wykłady na powstałej w miejsce PWT Papieskiej Akademii Teologicznej, a w latach 1982-1985 był tam dziekanem wydziału teologicznego.
Był współpracownikiem Aleksego Klawka w "Ruchu Biblijnym i Liturgicznym" od początku pisma, w 1948, od 1955 odpowiadał w nim za dział Starego Testamentu. W 1958 został redaktorem naczelnym pisma i pełnił tę funkcję do 1981, w latach 1966-1969 był zastępcą redaktora naczelnego pisma "Collectanea Theologica", w latach 1962-1966 był prezesem Polskiego Towarzystwa Teologicznego.
Dla Biblii Tysiąclecia przetłumaczył Księgi Tobiasza, Judyty i Estery, dla Biblii Poznańskiej Księgę Joba. Był współautorem książek Biblia na co dzień: komentarz do Ewangelii (1975 - wspólnie z Józefem Kudasiewiczem i Tadeuszem Olszańskim) i Polska bibliografia biblijna: za lata 1931/1965 (wyd. 1968). Wydał także zbiory homilii Wierzcie w Ewangelię (1984),  Z obfitości serca mówią usta: homilia na rok C  (1988) Przygotujcie drogę Panu, jemu prostujcie ścieżki: homilie na rok A (1989), Uświęć ich w prawdzie (J 17,17): homilie niedzielne Rok A (1995) oraz książki Wielbi dusza moja Pana (1996) i Z Biblią przez całe życie : refleksje biblijne dla młodzieży (1996).
W 1974 został odznaczony Krzyżem Kawalerskim Orderu Odrodzenia Polski.